# Якби Дон Жуан був жінкою
«Якби Дон Жуан був жінкою» (фр. Don Juan ou Si Don Juan était une femme...) — французько-італійський фільм 1973 року у головній ролі з Бріжіт Бардо.

## Сюжет
Красуня Жанна зацікавилася П'єром Бонзаком. Він суддя, викладач, чемпіон зі стрільби з лука. Вона його спокусила, після чого він пішов як ні в чому не бувало. Жанна просто оскаженіла. «Спокусити ніщо, важче завоювати» — вирішує вона і робить все, щоб зламати його життя. Для початку вона вводить П'єра в «шведську» сім'ю, а знімки віддає в пресу.

## В ролях
- Бріжіт Бардо — Жанна
- Моріс Роне — П'єр Гонзаго
- Робер Оссейн — Луї Прево
- Матьє Кар'єр — Поль
- Мішель Санд — Лепорелла
- Джейн Біркін — Клара